# Allium flexuosum
Allium flexuosum là một loài thực vật có hoa trong họ Amaryllidaceae. Loài này được d'Urv. mô tả khoa học đầu tiên năm 1822.